# Mono (langue océanienne)
Pour les articles homonymes, voir mono.
Le mono (ou alu) est une des langues de Nouvelle-Irlande parlée par 3 340 locuteurs aux îles du Trésor, aux Salomon. Leur répartition est la suivante :
- 657 Mono ;
- 2 266 Alu (Shortland), alu ou alo ;
- 14 Fauro (Fauro).